# Elanus
Elanus é um género de ave de rapina da familia Accipitridae. Foi apresentado pelo zoologista francês Jules-César Savigny com o peneireiro-cinzento como espécie-tipo, e contêm quatro espécies.

## Galeria
| Imagem | Nome                                      | Distribuição                                           |
| ------ | ----------------------------------------- | ------------------------------------------------------ |
|        | Elanus caeruleus                          | Peninsula Iberica, Africa, Indo-malasia and Nova Guiné |
|        | peneireiro-cinzento                       |                                                        |
|        | Elanus axillaris                          | Australia                                              |
|        | peneireiro-de-ombros-pretos               |                                                        |
|        | Elanus leucurus                           | Americas                                               |
|        | peneireiro-de-rabo-branco, gavião-peneira |                                                        |
|        | Elanus scriptus                           | Australia                                              |
|        | peneireiro-de-asas-cinzentas              |                                                        |

As primeiras três espécies já foram consideras subespécies da mesma espécie, Elanus caeruleus, conhecida como o peneireiro-cinzento.